# Федорівка (Рівненський район)
Фе́дорівка (до 1940-х років — Тудорів) — село в Україні, у Гощанській селищній громаді Рівненського району Рівненської області. Населення становить 641 осіб.

## Історична довідка

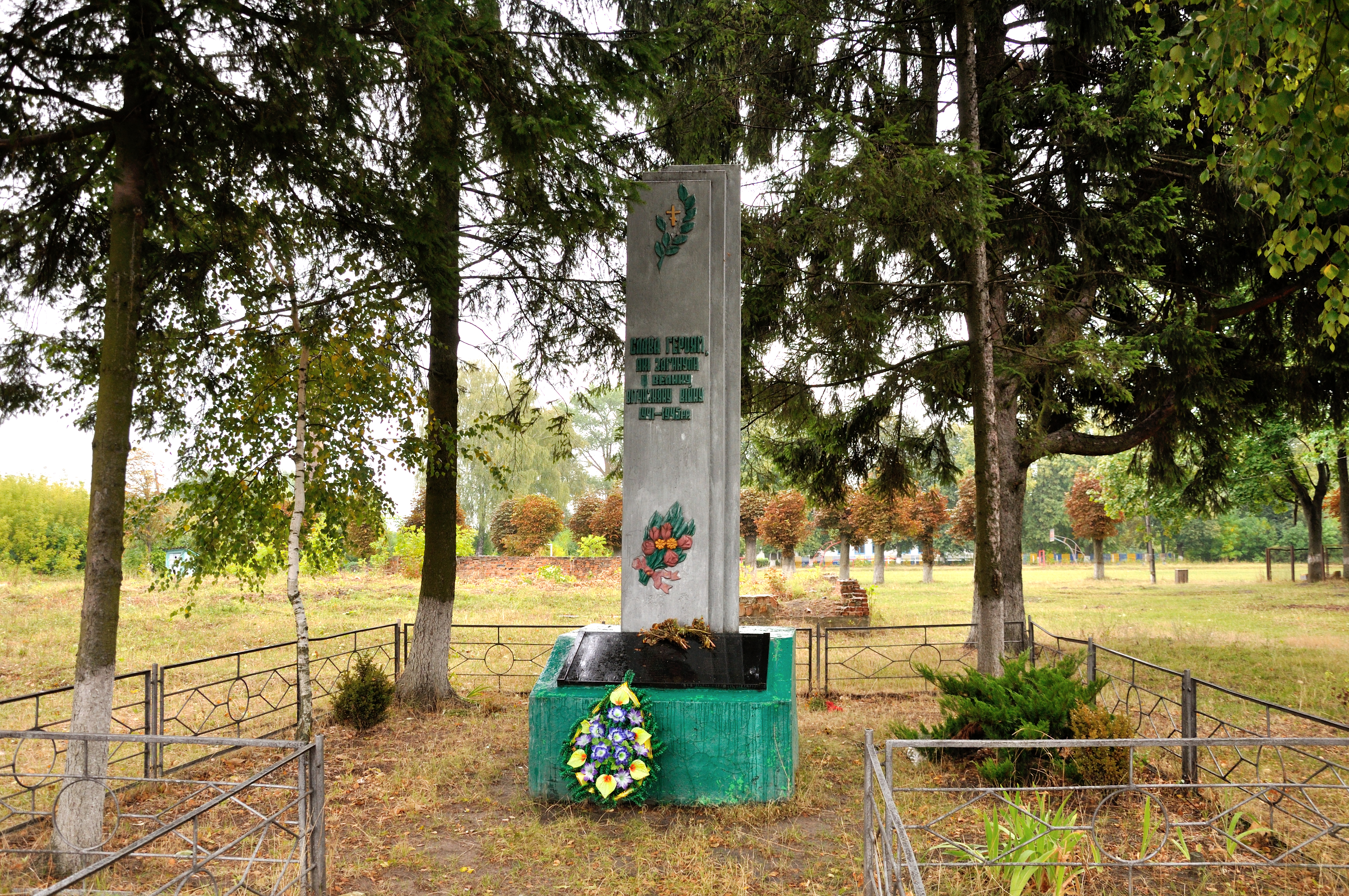
Пам'ятник воїнам-односельчанам, с. Федорівка,.jpg

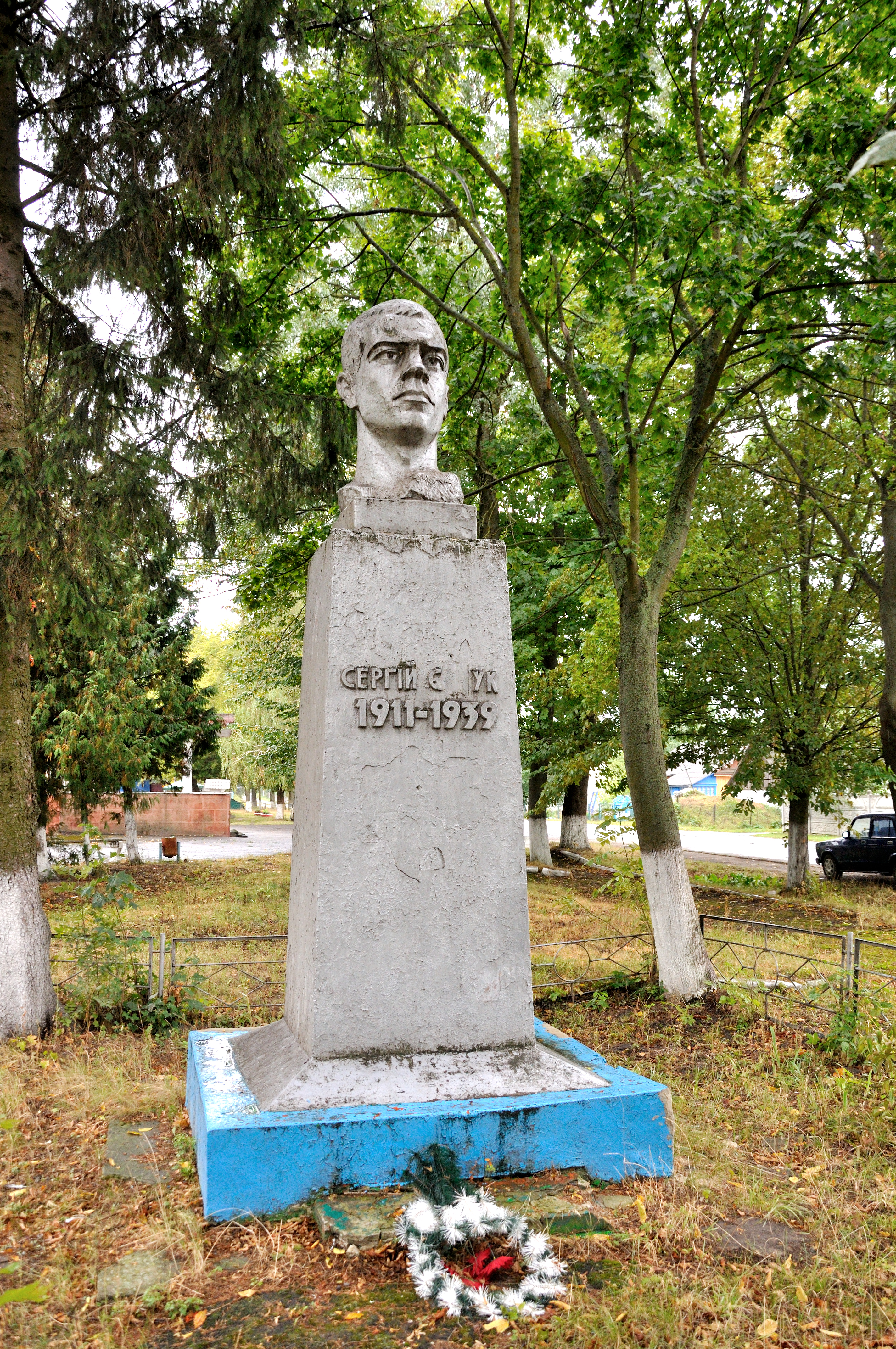
Пам'ятник Євчуку С. Х. с. Федорівка 3.jpg

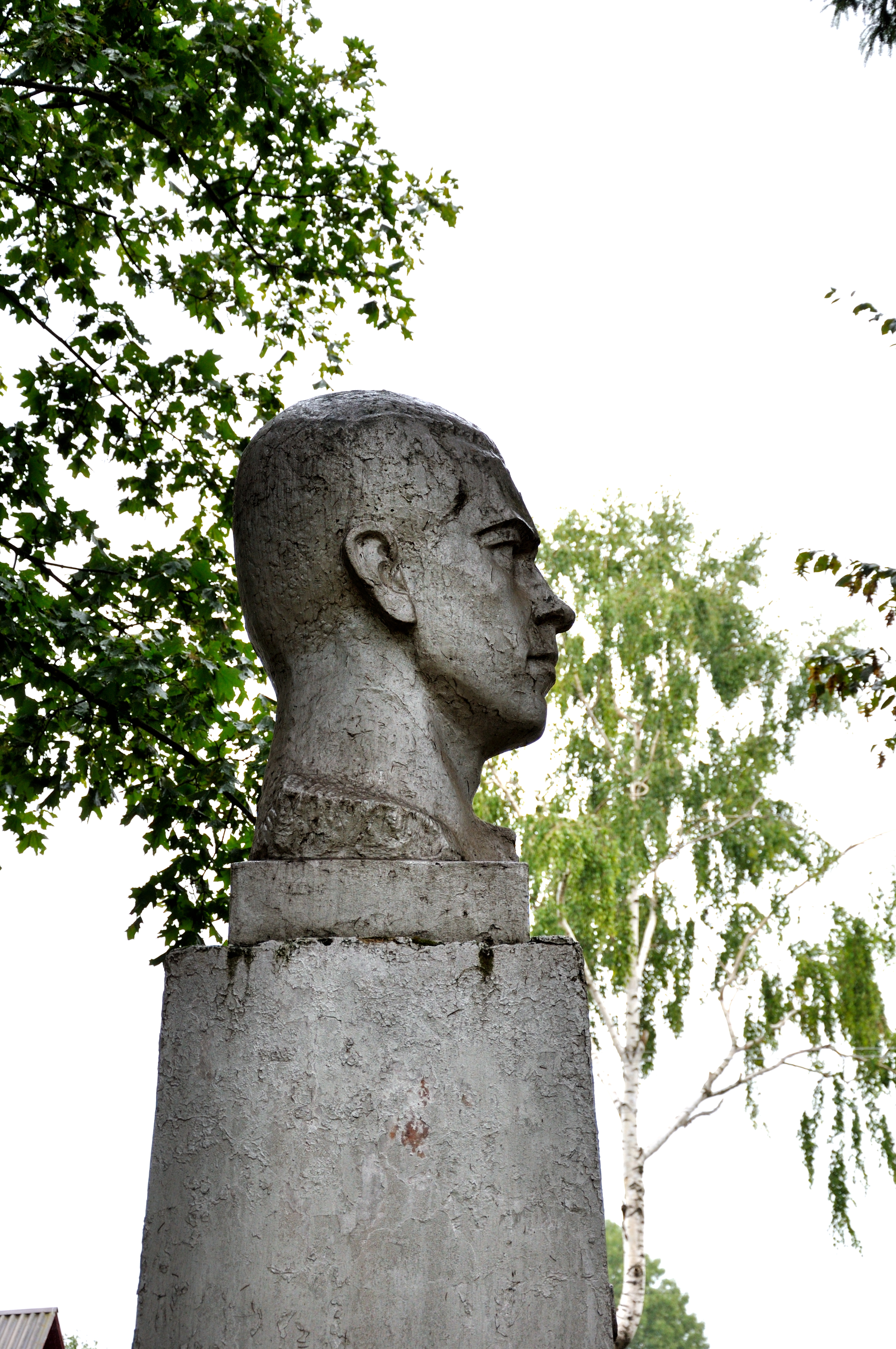
Пам'ятник Євчуку С. Х. с. Федорівка 2.jpg

Село до 50-х років ХХ століття називалося Тудорів. Воно не досліджене ні вченими, ні археологами, хоча в його околиці є кілька напівзруйнованих могильників сивої давнини. Населений пункт Тудорів вперше згадується в історичних джерелах в середині 16 століття. За переказами і лінгвістичними дослідженнями назва села походить слів «тут» «рів». За свідченнями давніх реєстрів про сплату податків у 1577 році село Тудоров Острозького повіту належало пану Роману Гойському, який платив тоді за 37 димів та 13 огорож. Це перша офіційна згадка про село.
Друга яскрава згадка про село датується 1654 роком. Вона пов'язана з Визвольною війною українського народу проти Речі Посполитої 1648—1654 років, а саме приходом Максима Кривоноса із військом в Гощу. Жителі села Тудорів повстали проти пана, забрали панських коней, фураж, продукти і пристали до чисельної армії Богдана Хмельницького.
В 18 столітті село Тудорів відносилося до маєтностей панів Вишпольських. Пізніше село належало графам Стецьким, потім перейшло до панів Ясинських. Вони і були останніми власниками села Тудорів. У 1914 році їм належало в селі 516 десятин землі.
В 1740 році в селі Тудорів на кошти поміщика Вишпольського була побудована церква. Освячення престолу відбулося 21 вересня (за новим стилем) на Різдво Пресвятої Богородиці. Ця церква проіснувала до 1914 року. У 1914 році на місці старої почалося будівництво нової, значно більшої за розмірами. На будівництво церкви власного будівельного матеріалу тудорівці не мали. Тому тодішній власник пан Ясинський звернувся з проханням до графа Стецького, якому перед тим належало село, і він задовольнив прохання своїх селян, виділивши їм під будівництво тисячу сосен. Нині ця церква під впорядкуванні Київського патріархату.
У 1884 році в селі Тудорів була створена перша школа. Вона знаходилася в будинку псаломщика. В 1914-15 роках було побудоване нове приміщення школи, яке проіснувало до 1964 року. Сучасне приміщення школи відкрите в 1964 році. Нині частину приміщення займає дитячий садочок, який розпочав свою діяльність 1984 році.
На території села діють фельдшерсько-акушерський пункт, відділення зв'язку, сільська рада, церква Свята Різдва Богородиці Московського Патріархату, Молитовний будинок Євангелістів-п'ятидесятників, центр народної творчості і дозвіллєвої роботи, публічно-шкільна бібліотека.
Традиції художньої самодіяльності започатковані ще в 20-х роках XX століття були достойно продовжені.
У 1957 році було побудовано клуб на 150 місць. Першим завідувачем був Сінкевич Петро Степанович. При клубі діяв драматичний колектив і хор очолюваний Євчук Раїсою Олександрівною.
У 1986 році був побудований новий будинок культури на 350 місць. Незмінним завідувачем будинку культури є Коробчук Марія Павлівна.
При будинку культури діють творчі колективи з яких на увагу заслуговує ансамбль «Материнка» та театр, заснований у 1991 році. Керівником є Бриковець Марія Михайлівна. Саме вона продовжила давню традицію, бо театр у Федорівці існував ще з часів панської Польщі. За досягнення у розвитку народної аматорської творчості театру було присвоєно звання «народний аматорський». В доробку театру «Наталка — Полтавка» І. Котляревського. «Назар Стодоля» Т. Шевченка, «Сватання на Гончарівці» Г. Квітки — Основяненка «На перші гулі» С.Васильченка, «Кайдашева сім'я» І. Нечуй-Левицького, «Безталанна» І. Карпенка-Карого, «По ревізії» М. Кропивницького, «За двома зайцями», «Невольник» М. Старицького, «Мати — наймичка» І. Тогобочного.
Творчі колективи Федорівки беруть активну участь у районних театралізованих святах і фестивалях. Завдяки активній участі ансамблю «Материнка» і народного театру Федорівська сільська рада виборола перше місце в другому обласному фестивалі «Красносільські вітряки» (2010 рік).
У селі народився поет-революціонер Сергій Євчук. У своїх віршах він закликав до боротьби проти панської Польщі. За антипольську діяльність Сергій неодноразово був ув'язнений і 5 квітня 1939 року виснажений хворобою і тюремними катуваннями помер у Луцькій тюрмі. Вшановуючи пам'ять про Сергія Євчука в 1968 році споруджено погруддя поету, названо його іменем вулицю на якій він народився та жив.
7 липня 1941 року село було окуповано фашистами, а 13 січня 1944 року бійцями армії генерала М. Г. Пухова було визволено від окупантів. 235 села Федорівка воювали на різних фронтах Великої Вітчизняної війни. 69 з них не повернулися до рідних домівок. В 1967 році вшановуючи пам'ять загиблих було споруджено пам'ятник, до якого щороку покладають квіти односельчани в пам'ять про загиблих земляків.
В історії села були різні періоди, та навіть в найтяжчі із них воно жило, розвивалося… Головним завданням установ та організацій, що знаходяться на території села, а також його жителів є збереження і примноження набутого.
У фонді Р-740 «Відділ державної реєстрації актів цивільного стану Головного територіального управління юстиції у Рівненській області», опис 6, справи №№ 102-131 на сайті Державного архіву Рівненської області у розділі «E-архів» розмістили метричні книги села за 1922-1929 рр.
12 червня 2020 року, відповідно до розпорядження Кабінету Міністрів України № 722-р від «Про визначення адміністративних центрів та затвердження територій територіальних громад Рівненської області», увійшло до складу Гощанської селищної громади.
19 липня 2020 року, в результаті адміністративно-територіальної реформи та ліквідації Гощанського району, село увійшло до складу новоутвореного Рівненського району.

## Населення

### Мова
Розподіл населення за рідною мовою за даними перепису 2001 року:
| Мова            | Кількість | Відсоток |
| --------------- | --------- | -------- |
| українська      | 636       | 99.22%   |
| російська       | 3         | 0.47%    |
| інші/не вказали | 2         | 0.31%    |
| Усього          | 641       | 100%     |

## Географія
У селі бере початок річка Рудка.
На території колишньої Федорівської сільської ради розташовано один населений пункт: с. Федорівка.
Село Федорівка була до 2020 року адміністративно-територіальним центром сільської ради і знаходиться на відстані 10 км від центру громади смт. Гощі та 35,5 км обласного центру м. Рівне.
Площа населеного пункту становить 315.2 га
Основною структурно-планувальною одиницею населеного пункту є квартали з одно та двосторонньою забудовою. Село забудовано компактно одноповерховими будинками. функціональним призначенням територія села поділяється на виробничу та сельбищну.
В адміністративно-громадському центрі зосереджені сільська рада, будинок культури, магазини, школа, дитячий садок.
Рельєф території села рівнинний, хоча поза межами села поля розчленовані ярами та балками.
Ґрунтові води залягають на глибині більше 3 метрів. Ґрунтоутворюючими породами в населеному пункті є лесовидні суглинки.
Територія села безпечна щодо затоплення повеневими водами. Небезпечні геологічні процеси відсутні. Основу ґрунтового покриву складають сірі опідзолені та темно-сірі опідзолені ґрунти.
Село радіофіковане, електрифіковане, має телефонний зв'язок, Централізоване водопостачання та каналізація відсутні.
Територія населеного пункту розміщується в межах основної тектонічної структури Рівненщини — Волино-Подільської плити, зокрема Рівненське плато. Середня висота над рівнем моря — 245 м.
Клімат території помірно континентальний з м'якою зимою та досить теплим, з достатньою кількістю опадів, літом. Однак останні зими дещо морозні, а літо посушливе.
В цілому клімат території можна вважати комфортним для життя та сприятливим для господарської діяльності, в першу чергу для розвитку сільського господарства.
Сусідні сільські ради:
- Курозванівська сільська рада Гощанського району — село Курозвани.
- Русивельська сільська рада Гощанського району — села Русивель, Пашуки.
- Синівська сільська рада Гощанського району — села Синів, Терентіїв.
- Світанівська сільська рада Корецького району — села Світанок, Бранів, Бокшин.

Перспектива розширення та забудови можлива після розроблення генерального плану забудови села Федорівка.

## Природні ресурси
На території сільської ради розміщені ставки загальною площею — 5.85 га.
В околицях населеного пункту є корисні копалини осадового походження: глина, пісок,